# Seyrigella
Seyrigella is een geslacht van rechtvleugeligen uit de familie Episactidae. De wetenschappelijke naam van dit geslacht is voor het eerst geldig gepubliceerd in 1951 door Lucien Chopard.

## Soorten
Het geslacht Seyrigella  is monotypisch en omvat slechts de volgende soort:
- Seyrigella notabilis (Chopard, 1951)